# Philip Hollom
Philip Arthur Dominic „Phil“ Hollom (* 9. Juni 1912 in Bickley, Kent; † 20. Juni 2014 in Hydestyle, Surrey) war ein britischer Ornithologe.

## Leben
Hollom war schon als Jugendlicher Hobby-Ornithologe und wurde 1931 von Harry Witherby und Max Nicholson in eine nationale britische Bestandsaufnahme von Haubentauchern eingespannt, der Anfang des 20. Jahrhunderts wegen der Nachfrage nach seinen Federn in der Modeindustrie in Großbritannien vor dem Aussterben stand. Die Aufnahme ergab, dass der Bestand sich von 50 Brutpaaren auf mindestens 1200 erhöht hatte. Daran war auch der Anthropologe, Zoologe und Soziologe Tom Harrisson beteiligt, der die verwendeten Methoden später im Projekt Mass Observation in der Soziologie anwandte. Die Haubentaucher-Studie trug 1932 zur Gründung des British Trust for Ornithology (BTO) bei. Im Zweiten Weltkrieg war er Pilot der Royal Air Force in der Küstenwache in West-Schottland und verlor 1943 beinahe sein Leben, als sein Flugzeug im Nebel notwassern musste. Hauptberuflich war er bei einer Außenhandelsfirma, bei der er bis zu seinem Ruhestand 1977 blieb.
Hollom wurde 1951 Mitherausgeber des British Birds Magazine und 1960 bis 1972 Hauptherausgeber als Nachfolger von Max Nicholson. Er war Vorsitzender des British Birds Rarities Committee und Vizepräsident der Ornithological Society of the Middle East. 1954 erhielt er die Tucker Medal des British Trust for Ornithology und 1984 die Union Medal der British Ornithologists Union.
1952 gab er eine gekürzte Version des umfangreichen, 1938 bis 1941 in fünf Bänden erschienenen Handbook of British Birds von Harry Witherby (der damals schon verstorben war) heraus, dem 1960 ein Band über seltenere Vögel in Großbritannien folgte. Er war auch an The Birds of the Western Palearctic (Oxford University Press, 9 Bände, 1978 bis 1994) beteiligt, das Witherbys Darstellung als Standardwerk ablöste.
Er ist vor allem als Ko-Autor des populären Bestimmungsbuchs  Die Vögel Europas (auf Deutsch im Parey-Verlag) bekannt. Es wird meist nur kurz als „Peterson, Mountford, Hollom“ bezeichnet.

## Schriften
- mit Roger Tory Peterson Guy Mountfort: A Field Guide to the Birds of Britain and Europe. William Collins 1954 (Neuauflage mit James Ferguson-Lees, D. Ian M. Wallace 1965 und öfter)
  - Deutsche Ausgabe: Die Vögel Europas. Verlag Paul Parey, Hamburg und Berlin, 9. Auflage 1970, ISBN 3-490-05518-7.
- mit T. H. Harrisson, H.F. und G. Witherby: The Great Crested Grebe Enquiry 1931, 1932
- Trapping Methods for Bird Ringers, BTO Guide No. 1, 1955
- mit H. F.  Witherby: The Popular Handbook of British birds. H. F. und G. Witherby 1952, 5. Auflage 1988
- mit H. F. Witherby: The Popular Handbook of Rarer British birds. H. F. and G. Witherby, 1960
- Birds of the Middle East and North Africa. Poyser 1988